# Rahimuddin Khan
Rahimuddin Khan, pakistanski general, * 21. julij 1926, Kaimganj, Britanska Indija, † 22. avgust 2022, Lahore, Pakistan.
Khan je bil načelnik Združenega štaba Pakistanskih oboroženih sil med 1984 in 1987.